# Лижне двоборство на зимових Олімпійських іграх 1994
Змагання з лижного двоборства на зимових Олімпійських іграх 1998 тривали з 18 до 24 лютого. Розіграно два комплекти нагород. У рамках змагань стрибки з трампліна відбулися на трампліні Лісґордсбаккен, а лижні перегони - на лижному стадіоні Біркебейнерен у Ліллегаммері (Норвегія).

## Чемпіони та призери

### Таблиця медалей
| Місце              | Країна             | Золото | Срібло | Бронза | Загалом |
| ------------------ | ------------------ | ------ | ------ | ------ | ------- |
| 1                  | Норвегія           | 1      | 1      | 1      | 3       |
| 2                  | Японія             | 1      | 1      | 0      | 2       |
| 3                  | Швейцарія          | 0      | 0      | 1      | 1       |
| Загалом (3 збірні) | Загалом (3 збірні) | 2      | 2      | 2      | 6       |

### Дисципліни
| Дисципліна             | Золото                                               | Золото    | Срібло                                                                | Срібло    | Бронза                                                  | Бронза    |
| ---------------------- | ---------------------------------------------------- | --------- | --------------------------------------------------------------------- | --------- | ------------------------------------------------------- | --------- |
| Індивідуальні змагання | Фред Берре Лундберґ · Норвегія                       | 39:07.9   | Таканорі Коно · Японія                                                | 40:25.4   | Б'ярте Енґен Вік · Норвегія                             | 40:26.2   |
| Командні змагання      | Японія · Масасі Абе · Таканорі Коно · Кендзі Оґівара | 1:22:51.8 | Норвегія · Б'ярте Енґен Вік · Кнут Торе Апеланд · Фред Берре Лундберґ | 1:27:40.9 | Швейцарія · Жан-Ів Куенде · Андреас Шад · Іпполіт Кемпф | 1:30:39.9 |

## Країни-учасниці
У змаганнях з лижного двоборства на Олімпійських іграх у Ліллегаммері взяли участь спортсмени 16-ти країн. Білорусь, Чехія, Росія, Словаччина і Україна, які нещодавно здобули незалежність, дебютували в цьому виді програми.
- Австрія (4)
- Білорусь (1)
- Чехія (4)
- Естонія (4)
- Фінляндія (4)
- Франція (4)
- Німеччина (4)
- Італія (3)
- Японія (4)
- Норвегія (4)
- Польща (1)
- Росія (4)
- Швейцарія (4)
- Словаччина (3)
- Україна (1)
- США (4)